# Bethelium spinicorne
Bethelium spinicorne är en skalbaggsart som beskrevs av Blackburn 1899. Bethelium spinicorne ingår i släktet Bethelium och familjen långhorningar. Inga underarter finns listade.